# Hannonville-Suzémont
Hannonville-Suzémont település Franciaországban, Meurthe-et-Moselle megyében. Lakosainak száma 257 fő (2022. január 1.). Hannonville-Suzémont Brainville, Mars-la-Tour, Sponville, Ville-sur-Yron és Latour-en-Woëvre községekkel határos.

## Népesség
A település népességének változása:
| Lakosok száma | 189  | 198  | 226  | 274  | 273  | 264  | 259  | 254  | 253  | 257  |
|               | 1968 | 1982 | 1990 | 2006 | 2013 | 2015 | 2017 | 2019 | 2020 | 2022 |